# Aiseau-Presles
Aiseau-Presles (wa. Ôjô-Préle) – miejscowość i gmina w Belgii, w Regionie Walońskim, w prowincji Hainaut, w okręgu Charleroi. 1 stycznia 2024 r. liczyła 10 978 mieszkańców.

## Podział administracyjny
W skład gminy wchodzą cztery dzielnice (section):
- Aiseau
- Pont-de-Loup
- Presles
- Roselies

## Współpraca
Miejscowość partnerska:
- Pomérols, Francja